# Municipio de Caernarvon (condado de Berks)
El municipio de Caernarvon (en inglés: Caernarvon Township) es un municipio ubicado en el condado de Berks en el estado estadounidense de Pensilvania. En el año 2000 tenía una población de 2.312 habitantes y una densidad poblacional de 100.5 personas por km².

## Geografía
El municipio de Caernarvon se encuentra ubicado en las coordenadas 40°10′02″N 75°52′42″O / 40.16722, -75.87833.

## Demografía
Según la Oficina del Censo en 2000 los ingresos medios por hogar en la localidad eran de $49,041 y los ingresos medios por familia eran $57,574. Los hombres tenían unos ingresos medios de $37,639 frente a los $27,273 para las mujeres. La renta per cápita para la localidad era de $21,250. Alrededor del 6,1% de la población estaban por debajo del umbral de pobreza.